# Providence Equity
Providence Equity Partners L.L.C. est une société de capital-investissement américaine fondée en 1989.

## Historique de l'entreprise
En 1989, Jonathan M. Nelson (en) fonde à Providence (Rhode Island), sa ville natale, Providence Equity Partners, qui se spécialise dans le capital-investissement. Ses pôles d'intérêt sont les médias, la communication, l'éducation et l'information. La société lève principalement des fonds venant d'investisseurs institutionnels.

## Opérations
Le 13 février 2020, Providence Equity annonce la mise en vente de sa participation majoritaire dans le groupe Galileo Global Education pour un montant estimé à 2,5 milliards d'euros. 